# Yakutat Bay
Die Yakutat Bay ist eine 29 km breite Bucht im US-Bundesstaat Alaska, im Nordosten begrenzt von der Disenchantment Bay, im Südwesten durch den Golf von Alaska.
Yakutat ist Tlingit, Yaakwdáat, und bedeutet „Der Ort, wo die Kanus ruhen“, wie Yuri Lisianski 1805 berichtete. Möglicherweise ist es ursprünglich ein Eyak-Wort, dessen Bedeutung verloren gegangen ist.
Jean-François de La Pérouse besuchte die Bucht um 1786 und nannte sie „Baie de Monti“ nach einem seiner Offiziere. Im selben Jahr taufte Kapitän Nathaniel Portlock den Ort „Admiralty Bay“. Die Spanier nannten ihn „Almirantazgo“. Man hat ihn auch „Bering Bay“ genannt, in der Annahme, Vitus Bering hätte ihn 1741 besucht.
Die Yakutat Bay wurde am 10. September 1899 von einem Erdbeben mit einer Stärke von 8,0 auf der Richterskala erschüttert. 